# Alter Berg (Schwäbische Alb)
Der Alte Berg ist ein 980,4 m ü. NHN hoher Berg der Schwäbischen Alb im Landkreis Tuttlingen in Baden-Württemberg und der Hausberg der Gemeinde Böttingen.

## Geographie
Der sich nur wenig über die Hochebene erhebende Berg liegt auf der Albhochfläche des Großen Heubergs etwa einen Kilometer südlich von Böttingen (911 m ü. NHN). An der Westseite passiert ihn die Landesstraße L 438 und östlich die nach Mahlstetten führende Kreisstraße K 5900. In enger westlicher Nachbarschaft liegt der Galgenberg (993,8 m ü. NHN), weiter im Nordwesten der Hummelsberg (1002 m ü. NHN) und der Kehlen (1001 m ü. NHN). Südöstlich vom Alten Berg weg fließt die oberste Lippach im Schäfertal, dessen zur Donau laufender Taleinschnitt ab Mahlstetten dann als Lippachtal weiterläuft. In südlicher Richtung läuft vom Berg weg das Storchentäle, das bald in den südwestlich der Kuppe anliegenden Einschnitt des Birentals mündet, welches sich dann als südsüdöstlich ziehendes Ursental fortsetzt, alle drei sind Trockentäler. Jenseits des Birentals liegt im Südwesten der Dreifaltigkeitsberg oberhalb Spaichingens.

## Naturschutzgebiet
Mit Verordnung des Regierungspräsidiums Freiburg vom 17. Dezember 1996 wurde das Gebiet mit der Bezeichnung Alter Berg mit einer Gesamtfläche von 45,5 ha als Naturschutzgebiet (NSG-Nummer 3.231) ausgewiesen. Das Gebiet ist geprägt von Wacholderheiden, Magerrasen, Hecken, Steinriegeln, offenen Weidewäldern und mit Schafweiden im Bereich der Kuppe.

## Kapelle und Aussicht
Auf der flachen Höhe der Bergkuppe steht am Ende eines ansteigenden Stationenweges mit etlichen Bildstöcken von einem Parkplatz im Nordosten aus nach oben eine Josefs-Kapelle, die 1919 vom Böttinger Pfarrer Grupp eingeweiht wurde. Im Inneren ist sie im Beuroner Baustil eingerichtet. Die Kuppe bietet einen weiten Rundblick, man sieht von dort aus im Südwesten den Dreifaltigkeitsberg, im Westen den fernen Schwarzwald, im Norden den Plettenberg und bei guter Witterung sogar die Alpen im Süden.

## Wandern
In der Nähe des erwähnten Parkplatzes am nordöstlichen Fuß des Alten Berges steht eine Tafel, die einige Wanderwege rund um Böttingen und Mahlstetten anzeigt. Der Berg ist ein Stationspunkt des Donauberglandweges, eines 57 Kilometer langen Prädikatswanderwegs vom Lemberg bis zum Kloster Beuron.

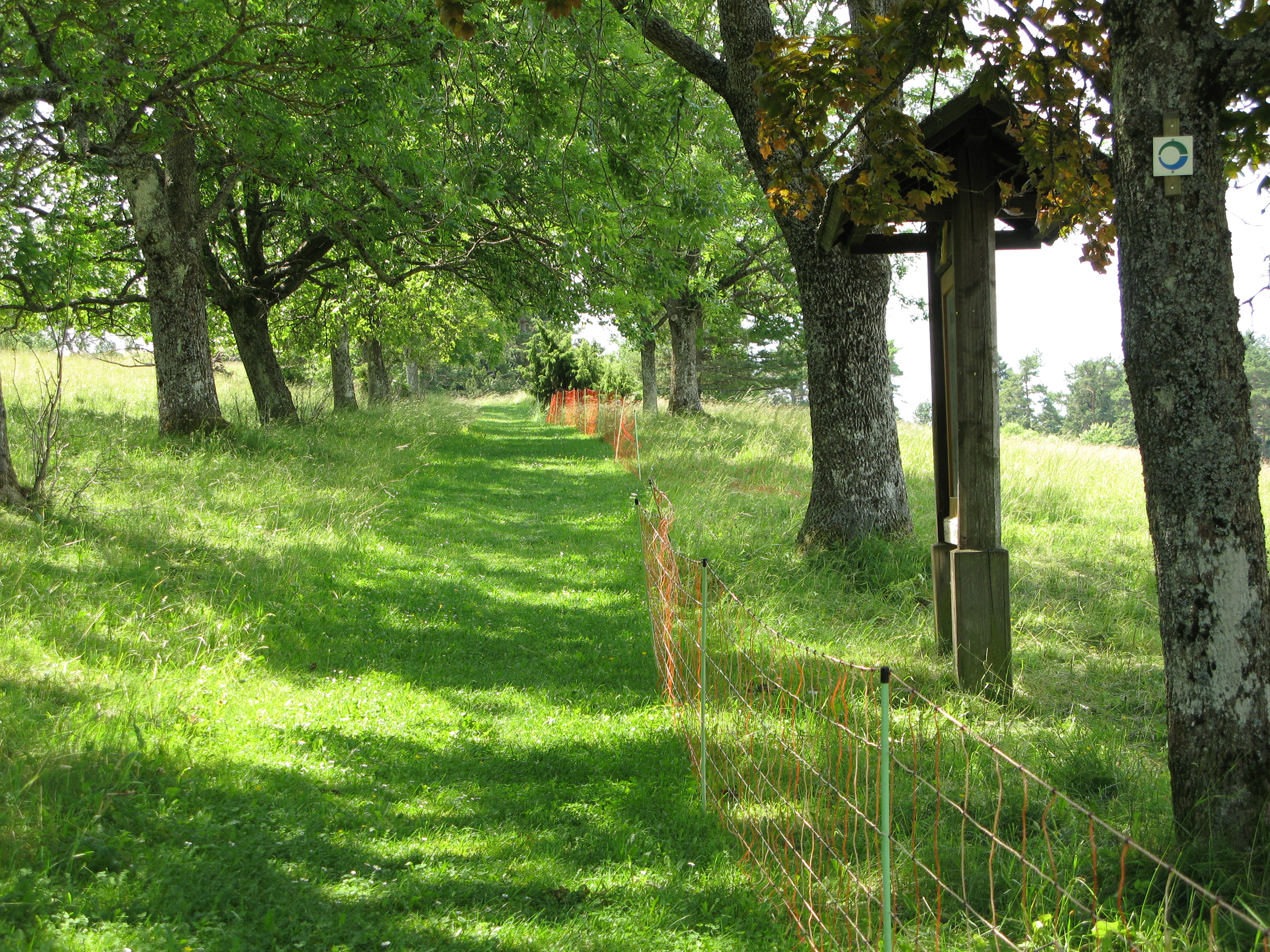
Aufstieg zur Kuppe über den Stationen- und Wanderweg
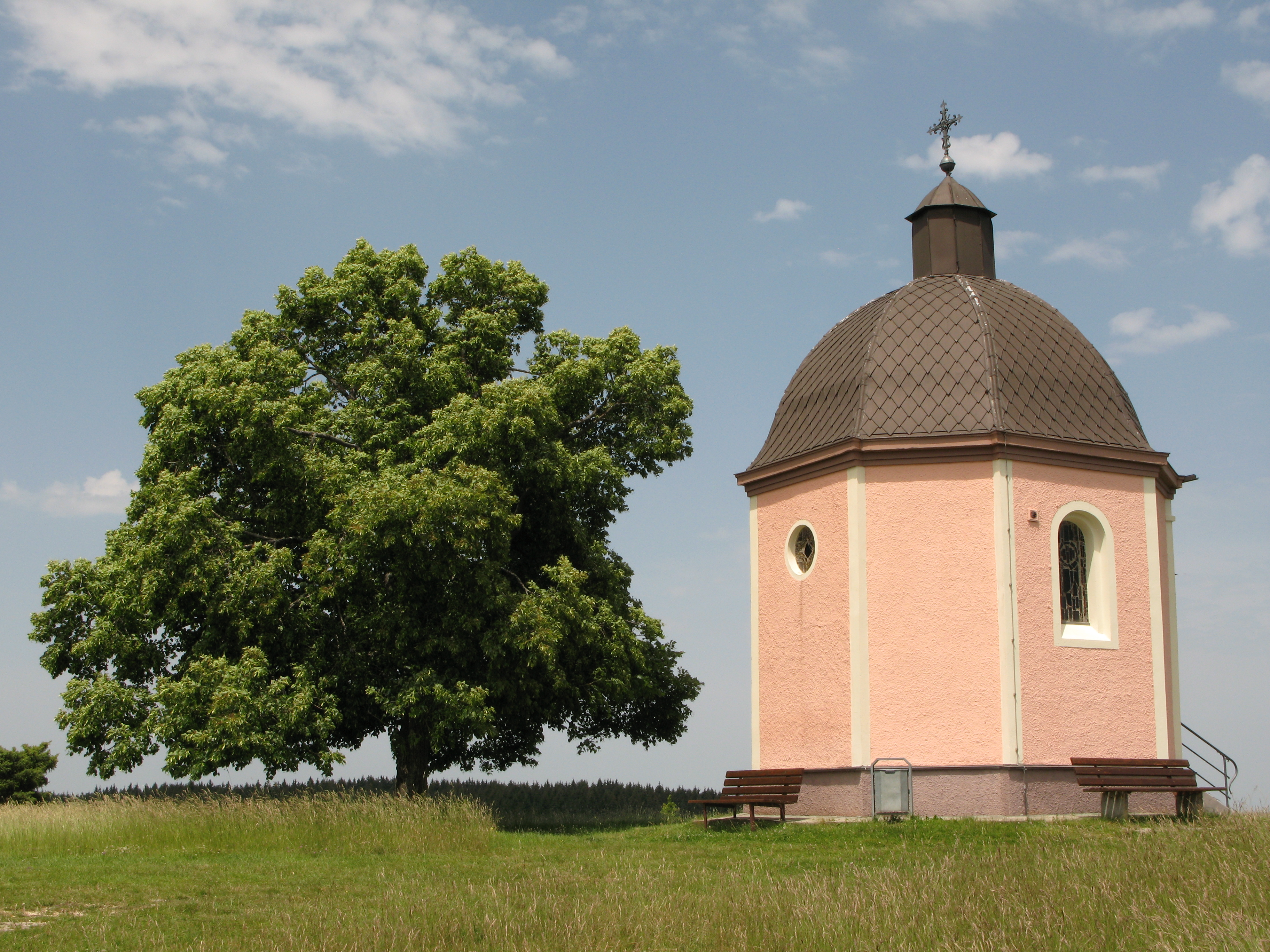
Die Kapelle auf der flachen Berghöhe
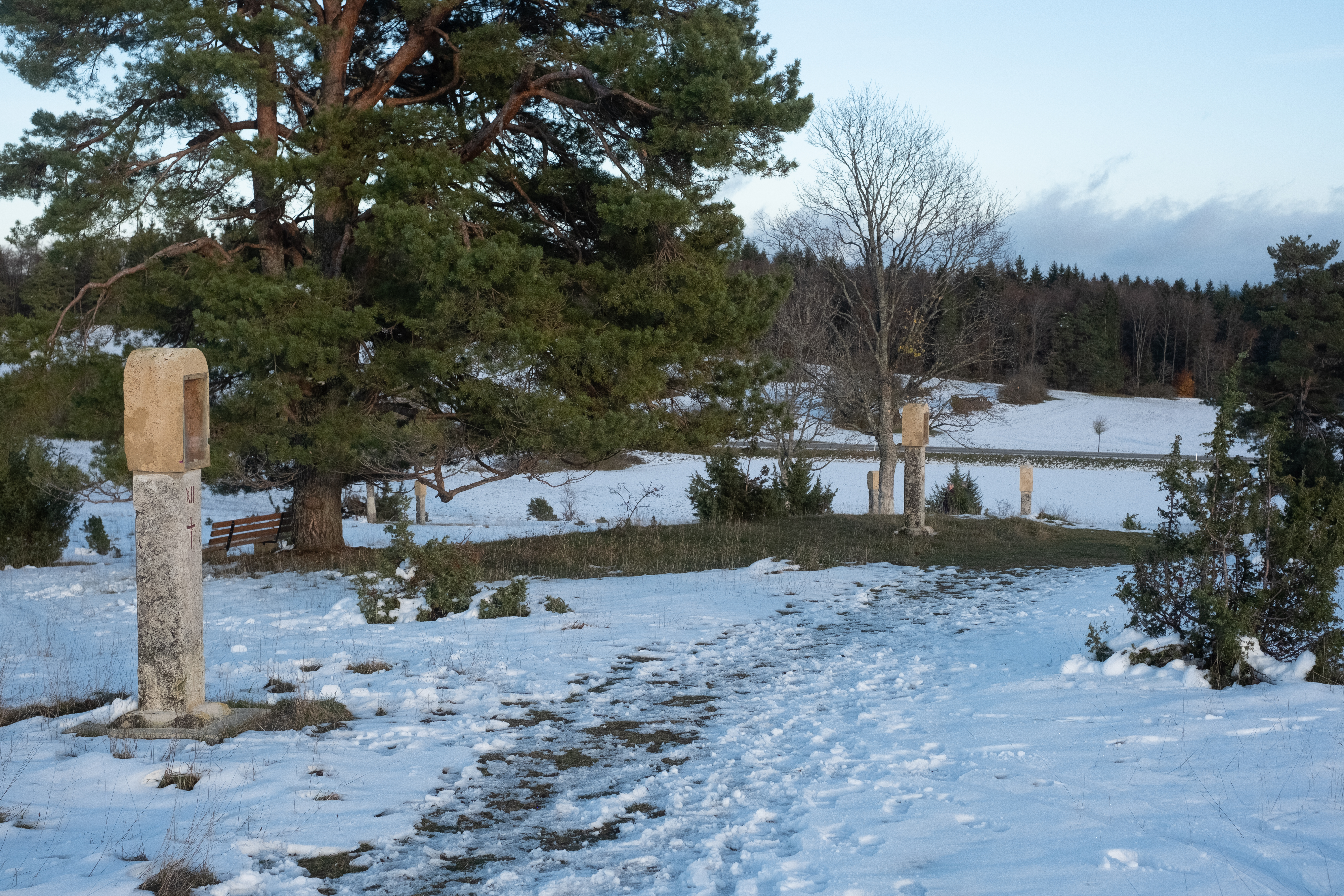
Bildstöcke entlang des Wanderweges
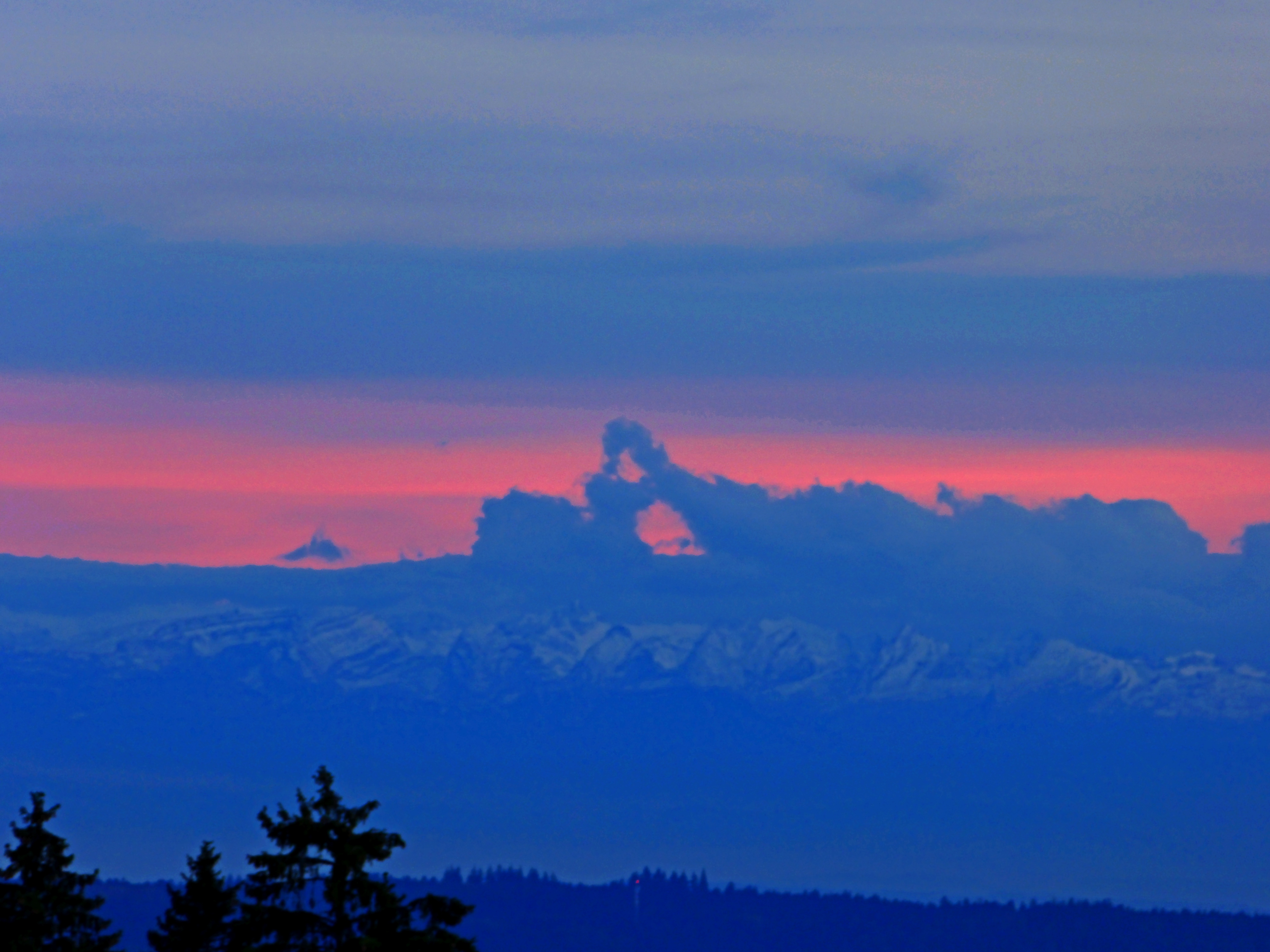
Blick nach Süden: Alpenfernsicht vom Alten Berg
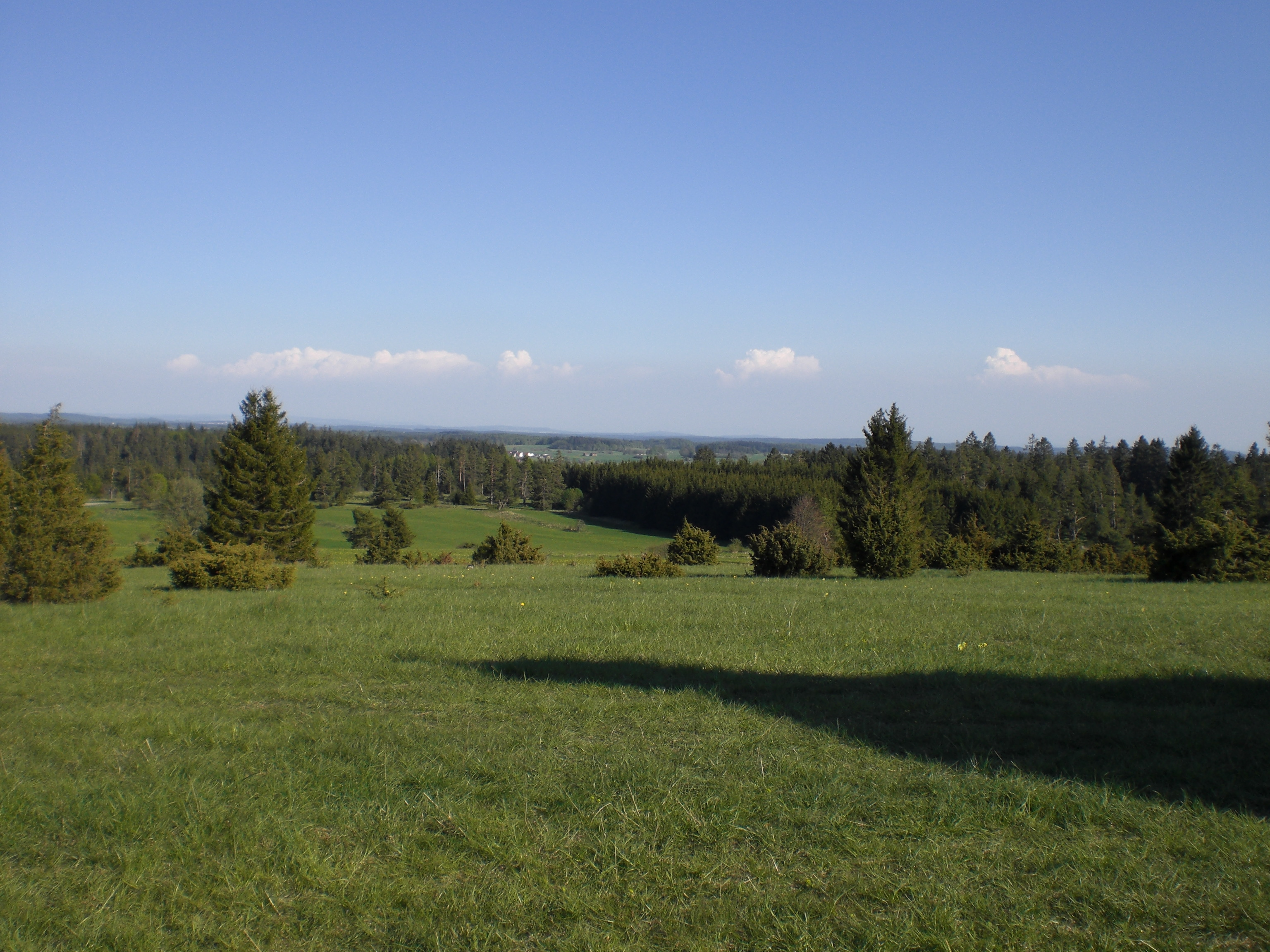
Blick nach Osten: Albhochfläche des Großen Heubergs

## Archäologische Fundstellen
Nordöstlich des Alten Berges wurden zahlreiche Hügelgräber entdeckt. Eines davon (ca. 80 cm hoch und 10 m Durchmesser) wurde 1948 geöffnet, wobei ein männliches und ein weibliches Skelett gefunden wurde. Die Skelette lagen parallel, wovon eines mit dem Kopf in Nordost- und eines mit dem Kopf in Südwest-Richtung ausgerichtet war. Als Grabbeigaben des männlichen Skeletts wurden ein Eisenschwert zur rechten und 12 Gefäße aus Ton (Urnen, Teller, Schalen) zur linken Seite dokumentiert. Am Kopf des weiblichen Skeletts wurden ein 6,8 cm großer Bronzering, ein Bronzerest auf der Brust und ein Reibstein zwischen den Beinen vorgefunden. Etwa 300 m südsüdöstlich dieses Grabes wurden Siedlungsspuren der Hallstattzeit (ca. 800 bis 450 v. Chr.) entdeckt.
Weitere archäologische Funde in der Gemarkung Böttingen gab es am Götzenaltar in Richtung Königsheim.